# 長岡教会
長岡教会（ながおかきょうかい）は、新潟県長岡市にある組合系の日本基督教団の教会である。
1877年3月にセオボールド・パームが長岡病院(現、長岡赤十字病院)に招かれ、10月より半年間、毎月長岡を訪問して伝道に従事する。
1883年この伝道はアメリカン・ボードに引き継がれた。伝道は1887年6月に白石村治の定住により本格化した。1888年10月に教会が組織された。
土屋哲三医師、県農学校教授渡辺譲三郎、長岡学校教師、H・B・ニューウェル夫婦や山本五十六らが出席した。
1920年5月には会堂が類焼する。1921年8月に逢坂信忢の尽力で再興した。

## 歴代牧師
- 新島公義
- 岡本太郎
- 海老名一郎

## 主な信徒
- 真木重遠
- 陶山昶
- 杉本鋮子
- 高野丈三 (山本五十六の兄)
- 高野京 (山本五十六の姪)
- 山岸壬五